# Fuchsia triphylla

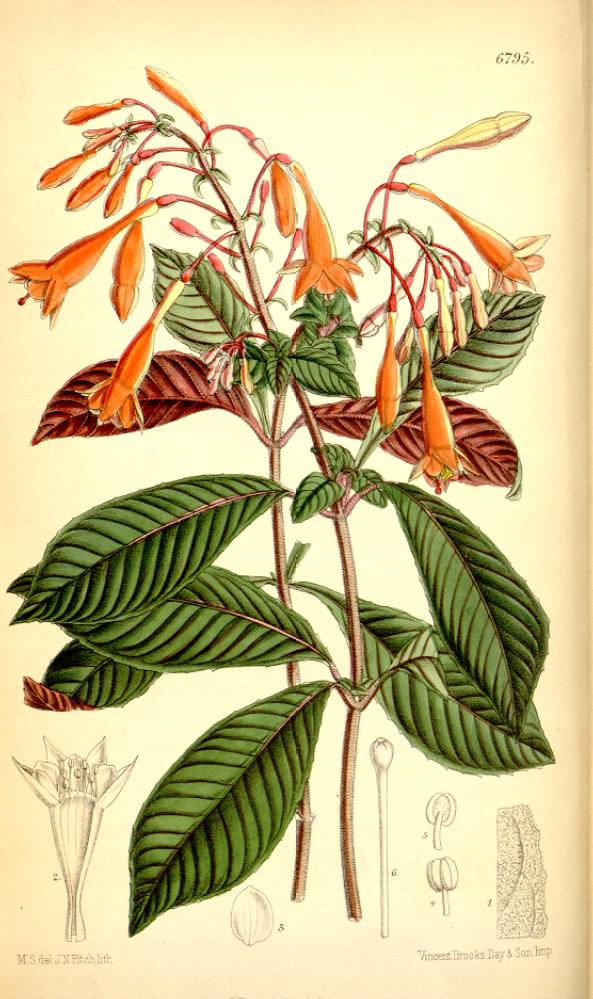
Illustration

Die Fuchsia triphylla, im Deutschen gelegentlich auch als Korallen-Fuchsie bezeichnet, ist eine Pflanzenart aus der Gattung der Fuchsien (Fuchsia) in der Familie der Nachtkerzengewächse (Onagraceae).

## Beschreibung
Fuchsia triphylla ist ein kleiner, immergrüner Halbstrauch oder Strauch und erreicht Wuchshöhen von 30 bis 200 Zentimeter.
Die einfachen und kurz gestielten Laubblätter sind gegenständig bis wirtelig angeordnet. Die Blattstiele sind fein behaart. Die festen Blätter sind feinborstig, fast ganzrandig bis feingezähnt, elliptisch, lanzettlich bis verkehrt-eiförmig und spitz bis zugespitzt. Unterseits sind sie hellgrün bis metallisch-purpur und oberseits mattgrün. Die Nebenblätter sind meist abfallend.
Seine endständigen, traubigen Blütenstände enthalten leuchtend orange-korallenrot, hängende Blüten. Die vierzähligen und gestielten Blüten sind zwittrig mit doppelter Blütenhülle. Der „Tubus“ ist außen feinhaarig, an der Basis bauchig und dann schlank, röhrig, teils dünn, im oberen Teil dann wieder becherförmig geweitet. Die spreizenden Kelchblätter sind relativ kurz, die fast aufrechten Kronblätter sind etwas kürzer. Die 8 Staubblätter sind relativ kurz. Der Fruchtknoten ist unterständig mit einem langen, kahlen und keulenförmigem Griffel mit leicht gelappter, kopfiger Narbe. Es ist ein Diskus vorhanden.
Es werden essbare und rot-purpurne, leicht feinborstige, bis etwa 1,8 Zentimeter lange, ellipsoide bis rundliche, vielsamige Beeren gebildet.
Die Chromosomenzahl beträgt 2n = 44.

## Herkunft
Fuchsia triphylla stammt aus den Vorgebirgen von Santo Domingo in der Dominikanischen Republik.

## Entdeckungsgeschichte und Bedeutung für die Fuchsienzucht
Fuchsia triphylla wurde 1695 durch den Paulanermönch und Botaniker Charles Plumier entdeckt und 1703 wissenschaftlich beschrieben. Auf sie geht letztlich die Bezeichnung Fuchsia beziehungsweise im Deutschen Fuchsien für diese Gattung zurück.
Plumiers Belegexemplare waren bei einem Schiffbruch verloren gegangen, lediglich seine schriftlichen Beschreibungen der Pflanzenart waren die Basis für die erste wissenschaftliche Beschreibung. Fuchsia triphylla konnte danach für mehrere Jahrzehnte nicht mehr gefunden werden. Erst der britische Gärtner und Pflanzensammler Thomas Hogg fand 1873 wieder Pflanzen, die zunächst im Botanischen Garten in New York gepflegt wurden. Von dort aus gelangten sie dann nach Kew Gardens in England.
Triphylla-Hybriden werden heute häufig im Handel angeboten. Carl Bonstedt züchtete aus dieser Elternpflanze die ersten „traubenblütigen“ Fuchsien.